# Jaguar Mark VII

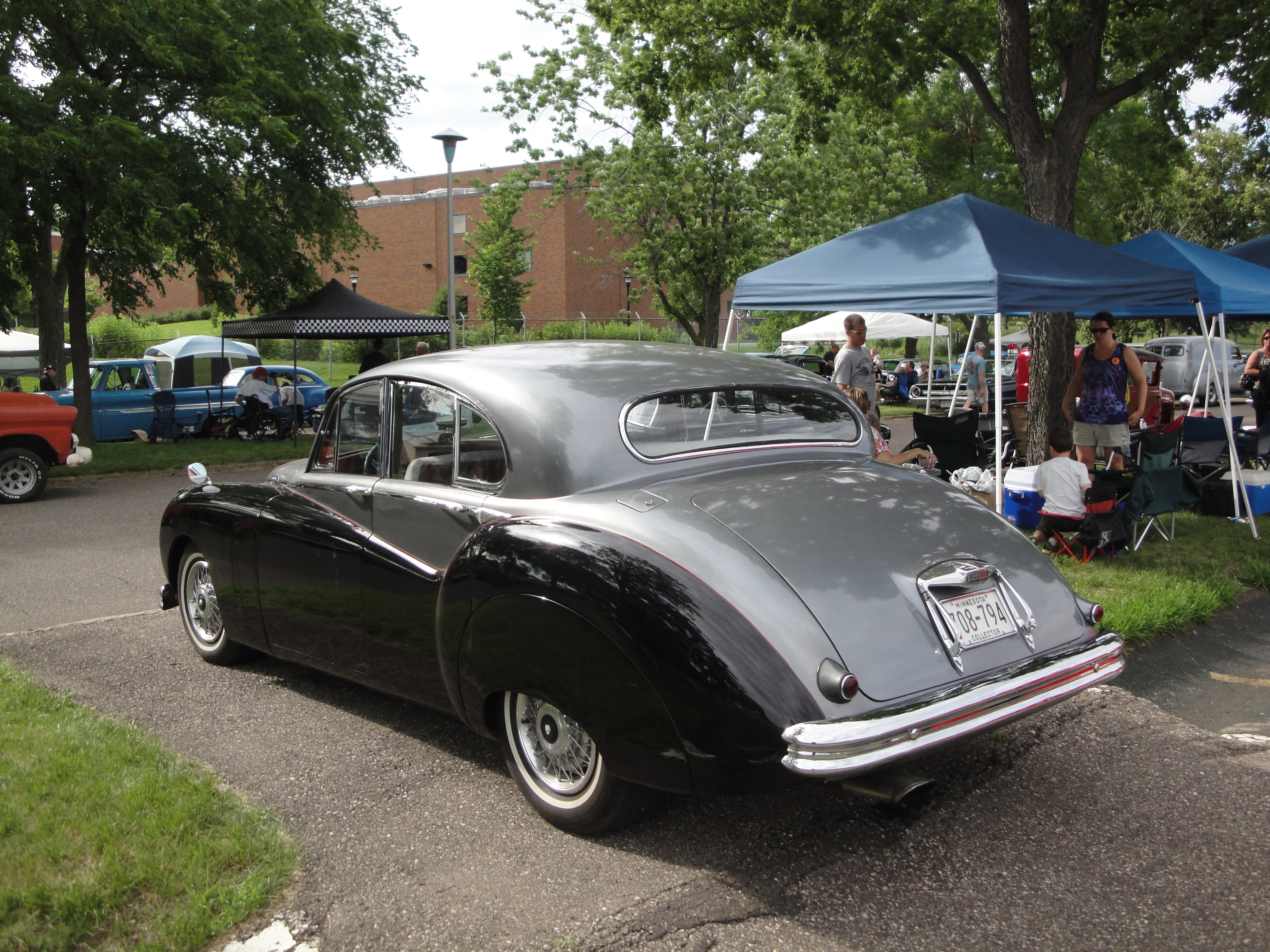
Heckansicht (1954)

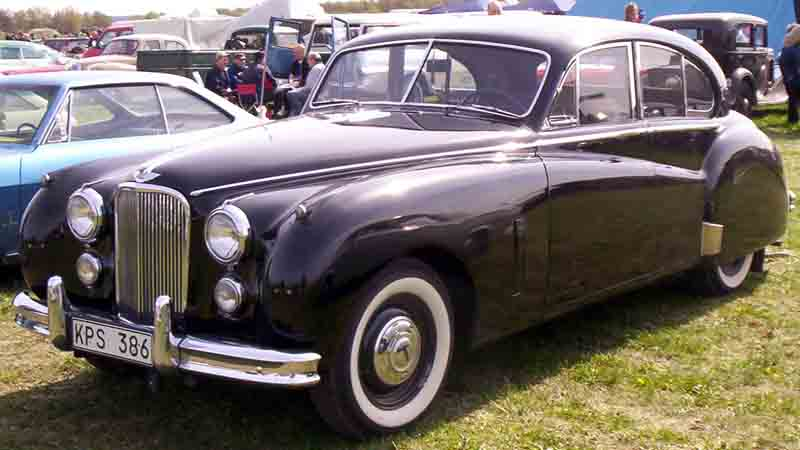
Jaguar Mark VII (1954)

Der Jaguar Mark VII war eine viertürige Limousine der Oberklasse, die Jaguar im Herbst 1950 als Nachfolger des Jaguar Mark V auf den Markt brachte.
Der Jaguar Mark VII besaß den Sechszylinder-DOHC-Reihenmotor des Jaguar XK 120 mit 3442 cm³ Hubraum bei 83 mm Bohrung und 106 mm Hub und 160 bhp. Über ein Viergang-Getriebe der Firma MOSS mit Mittelschaltung wurden die Hinterräder bis zu einer Höchstgeschwindigkeit von 165 km/h angetrieben. Das Fahrgestell wurde vom Vorgänger übernommen, die Karosserie aber kam erstmals ohne freistehende Kotflügel aus: Die Scheinwerfer waren vollständig in die Karosserie integriert, und das Erscheinungsbild wirkte insgesamt moderner und glattflächiger. Die Radausschnitte der Hinterräder waren verkleidet. Bis 1954 wurden 20937 Exemplare hergestellt.
Im Herbst 1954 erschien der Jaguar Mark VII M. Sein gleich großer Motor leistete 190 bhp und verschaffte dem Fahrzeug eine Höchstgeschwindigkeit von 170 km/h. Zusätzliche Nebelscheinwerfer, modifizierte Blinker, bis zu den Radausschnitten gezogene hintere Stoßfänger und größere Heckleuchten waren die Unterscheidungsmerkmale zum Vorgänger. Auf Kundenwunsch wurde ein Overdrive für das Viergang-Getriebe oder ein Dreigang-Automatikgetriebe (nur für den Export, seit Ende 1953 auch schon beim Mark VII) eingebaut. Insgesamt wurden vom Mark VII M 10064 Stück verkauft.
1956 wurde die Produktion des Mark VII M eingestellt. Nachfolger war der Jaguar Mark VIII.

## Produktionszahlen Jaguar Mark VII
Gesamtproduktion 31.001 Fahrzeuge von 1951 bis 1957
|                   | Jahr | 1951  | 1952  | 1953  | 1954  | 1955  | 1956  | 1957 | Summe  |
| ----------------- | ---- | ----- | ----- | ----- | ----- | ----- | ----- | ---- | ------ |
| Jaguar Mark VII   |      | 3.655 | 6.267 | 6.673 | 4.342 |       |       |      | 20.937 |
| Jaguar Mark VII M |      |       |       |       | 2.118 | 5.958 | 1.921 | 67   | 10.064 |
| Summe             |      | 3.655 | 6.267 | 6.673 | 6.460 | 5.958 | 1.921 | 67   | 31.001 |

Von den Jaguar Mark VII waren 8.183 Linkslenker und 12.754 Rechtslenker. Beim Jaguar Mark VII M waren 2.419 Linkslenker und 7.645 Rechtslenker.